# Gonioprocris megalops
Gonioprocris megalops är en fjärilsart som beskrevs av Druce 1884. Gonioprocris megalops ingår i släktet Gonioprocris och familjen bastardsvärmare. Inga underarter finns listade i Catalogue of Life.